# Rallye d'Automne
Le Rallye d'Automne est une compétition automobile de rallye sur asphalte qui se déroule chaque année à La Rochelle, pendant la période automnale. Il est organisé par l'ASA Sport Automobile Océan.

## Histoire
Sa première édition date de 1953.
Il a la réputation d’être très rapide, long, et éprouvant.
Il fait désormais partie de la Coupe de France des Rallyes 1re division.
Sa 55e édition, qui a vu la finale de la Coupe de France de Rallyes VHC (Véhicules Historiques de Compétition), s’est tenue du 12 au 14 novembre 2010.
Hugues Delage l'a remporté à 7 reprises.

## Palmarès

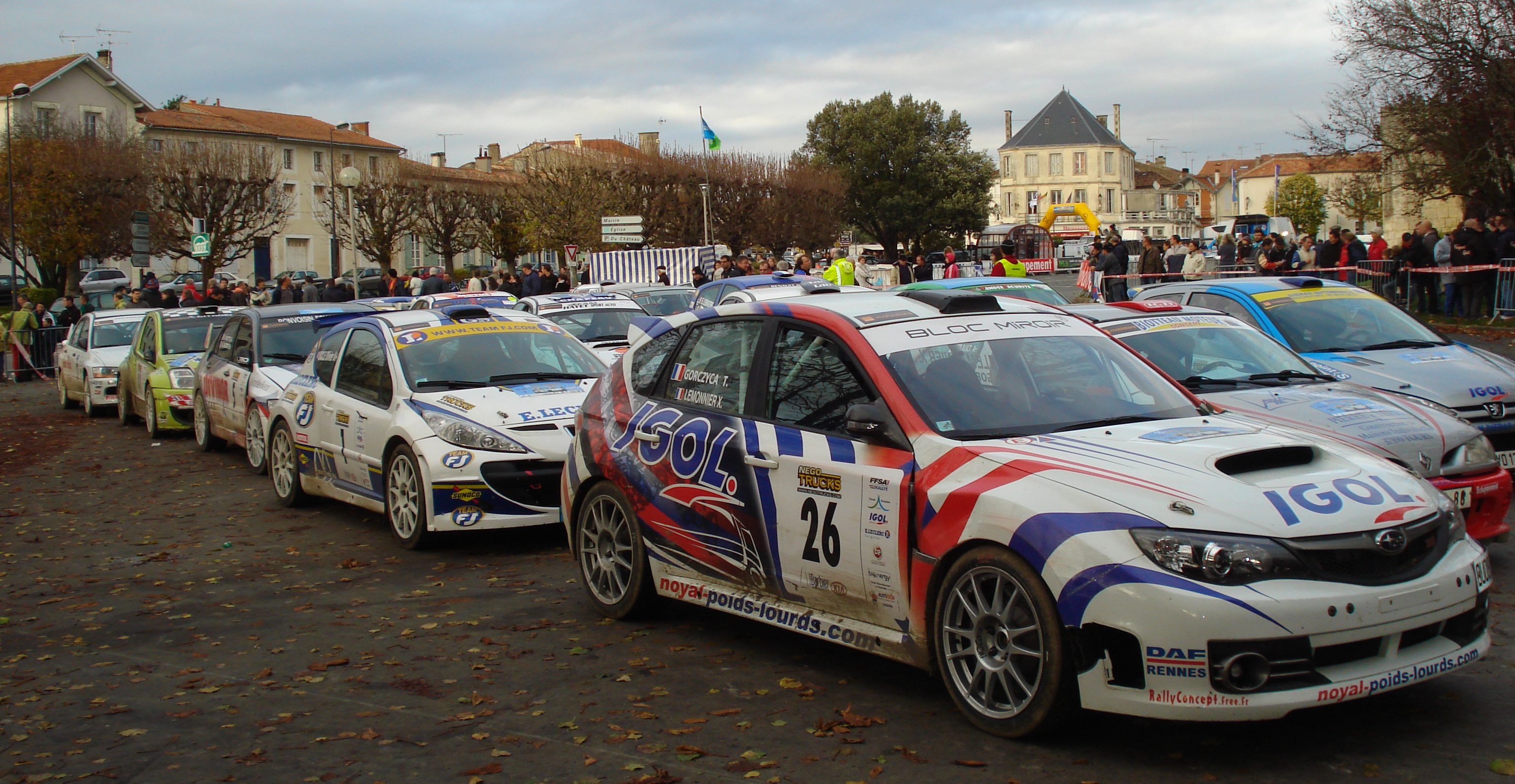
Édition 2010, regroupement à Surgères.

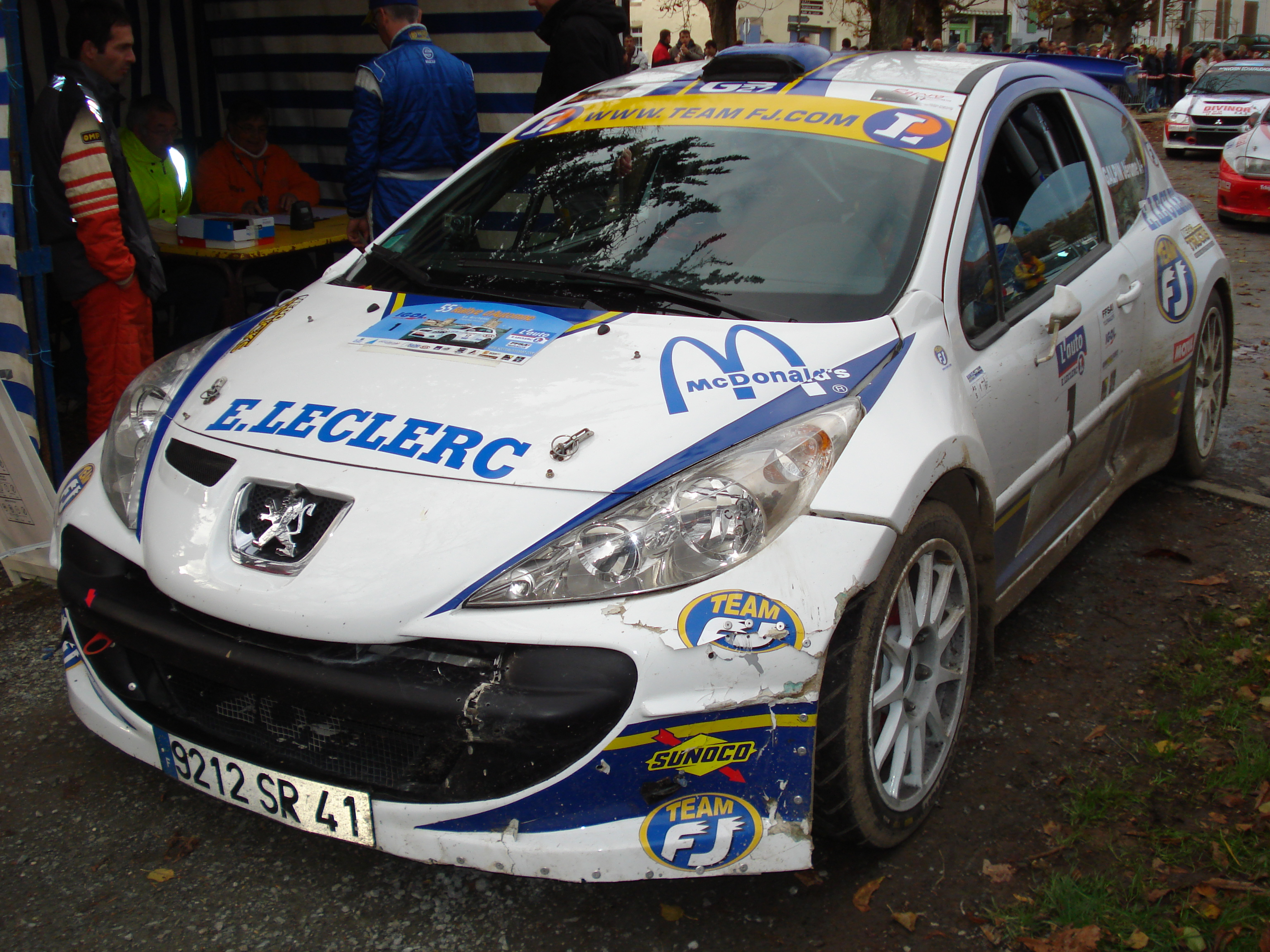
La 207 S2000, victorieuse en 2010.

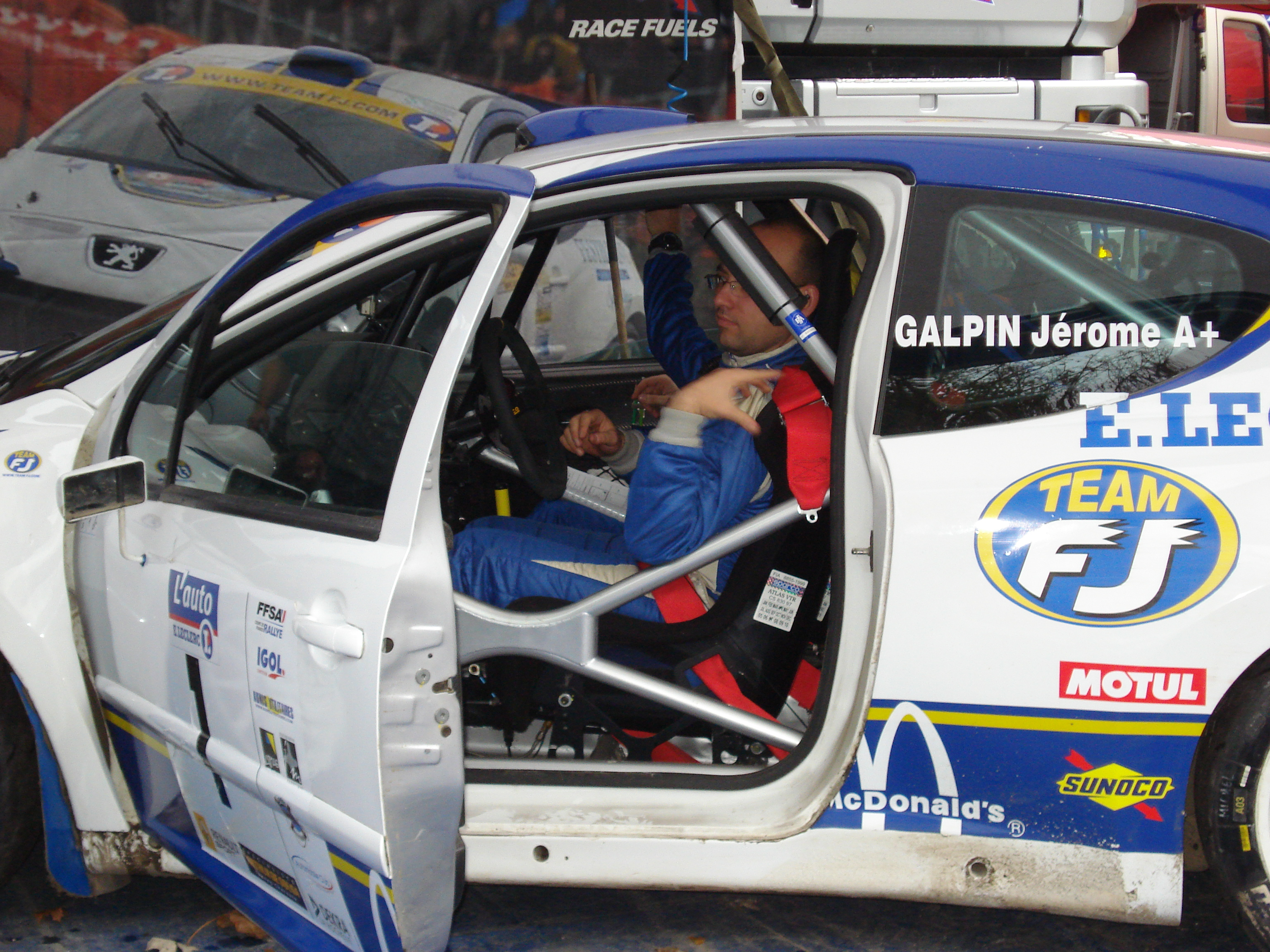
Jérôme Galpin, vainqueur en 2010.

## Palmarès[2]
| Édition                     | Année | Pilote                                                   | Copilote                                                 | Voiture                                                  |
| --------------------------- | ----- | -------------------------------------------------------- | -------------------------------------------------------- | -------------------------------------------------------- |
| 1re                         | 1953  | Lucien Paillet                                           | Mme Paillet                                              | Citroën Spéciale                                         |
| 2e                          | 1954  | Lucien Paillet                                           |                                                          | Citroën 11 CV                                            |
| 3e                          | 1956  | Michel Monnereau                                         | Mr Jean Lambert                                          | Simca Aronde                                             |
| 4e                          | 1957  | Georges Baillou                                          | Pierre Triou                                             | Peugeot 403                                              |
| 5e                          | 1958  | Robert Legoy                                             | Mme Legoy                                                | Simca 1290                                               |
| 6e                          | 1959  | Reysnes                                                  | Mazure                                                   | DKW Auto Union 1000                                      |
| 7e                          | 1961  | Christian Avril                                          | Pierre Couillaud                                         | Renault Dauphine Gordini                                 |
| 8e                          | 1962  | Gérard Sarayac                                           | Lucien Barthe                                            | Fiat Abarth 1000                                         |
| 9e                          | 1963  | Jacques Cheinisse                                        | Michel Lefèbvre                                          | Alpine A108                                              |
| 10e                         | 1964  | S. Lelong                                                | Lejeune                                                  | Austin Mini Cooper S                                     |
| 11e                         | 1965  | Robert Buchet                                            | Lucien Barthe                                            | Porsche 904 GTS                                          |
| 12e                         | 1966  | Robert Buchet                                            | Lucien Barthe                                            | Porsche 911                                              |
| 13e                         | 1967  | Lopez                                                    | Sayo                                                     | Porsche 911 S                                            |
| 14e                         | 1968  | Jean Égretaud                                            | Rolland                                                  | Porsche 911 S                                            |
| 1re internationale          | 1969  | Charles Avril                                            | Jacqueline Avril                                         | Alpine A110 1296                                         |
| 15e                         | 1970  | Viaud                                                    | Brethous                                                 | Porsche 911 S                                            |
| 16e                         | 1970  | Yannick Auxemery                                         | Hervé Audinet                                            | Alpine A110 1300 S                                       |
| 17e                         | 1971  | Philippe Farjon                                          | André Pierme                                             | Alpine A110 1596                                         |
| 18e                         | 1972  | Christian Avril                                          | Yves Michaud                                             | Alpine A110                                              |
| 19e                         | 1973  | Philippe Farjon                                          | Jouvin                                                   | Alpine A110                                              |
| 20e                         | 1975  | Gérard Petit                                             | Mlle Fournier                                            | Alpine A110 1800                                         |
| 21e                         | 1976  | Yvan Barbier                                             | Roland Barbier                                           | Alpine A110 1800                                         |
| 22e                         | 1977  | Christian Bonnifet                                       | Gilles Raimon                                            | Alpine A110                                              |
| 23e                         | 1978  | Richard Cabedoce                                         | Jean Bourgoin                                            | Porsche 911 Carrera                                      |
| 24e                         | 1979  | Philippe Malbran                                         | Bénatier                                                 | Sunbeam Lotus                                            |
| 25e                         | 1980  | Jean-Gérard Levraud                                      | Gaste                                                    | Porsche 911 Carrera                                      |
| 26e                         | 1981  | Jean-Louis Ravenel                                       | Ravaze                                                   | Sunbeam Lotus                                            |
| 27e                         | 1982  | Christian Cœuille                                        | Patrice Chonez                                           | Alpine A310                                              |
| 28e                         | 1983  | Jean-Pierre Rouget                                       | Françoise Lelièvre                                       | Talbot Lotus                                             |
| 29e                         | 1984  | Alain Serpaggi                                           | Yves Legal                                               | Renault 5 Turbo TDC                                      |
| 30e                         | 1985  | Pascal Thomasse                                          | Noël Gorregues                                           | Renault 5 Turbo TDC                                      |
| 31e                         | 1986  | Jean-Pierre Rouget                                       | Bonhours                                                 | Renault 5 GT Turbo                                       |
| 32e                         | 1987  | Pierre Mièvre                                            | Jean-Luc Manot                                           | Renault 5 Turbo                                          |
| 33e                         | 1988  | Hugues Delage                                            | Pascal Lafon                                             | Ford Cosworth                                            |
| 34e                         | 1989  | Daniel Rageau                                            | Chrsitian Reut                                           | Ford Cosworth                                            |
| 35e                         | 1990  | Christophe Alexandrovitch                                | Patricia Alexandrovitch                                  | Peugeot 309 S16                                          |
| 36e                         | 1991  | Hugues Delage                                            | Jean-Luc Maury                                           | BMW M3                                                   |
| 37e                         | 1992  | Michel Crespel                                           | Pierre Dugue                                             | Renault Clio                                             |
| 38e                         | 1993  | Jean-Pierre Champeau                                     | Franck Vaxivière                                         | Ford Sierra 4x4                                          |
| 39e                         | 1994  | Hugues Delage                                            | Jean-Luc Maury                                           | BMW M3                                                   |
| 40e                         | 1995  | Hugues Delage                                            | Jean-Luc Maury                                           | BMW M3                                                   |
| 41e                         | 1996  | Hugues Delage                                            | Jean-Luc Maury                                           | BMW M3                                                   |
| 42e                         | 1997  | Hugues Delage                                            | Jean-Luc Maury                                           | BMW M3                                                   |
| 43e                         | 1998  | Hugues Delage                                            | Jean-Luc Maury                                           | BMW 316                                                  |
| 44e                         | 1999  | Philippe Jalouzot                                        | Patrick Martin                                           | Subaru Impreza                                           |
| 45e                         | 2000  | Yvan Muller                                              | Gilles Mondésir                                          | Ford Escort Cosworth                                     |
| 46e                         | 2001  | Stéphane Pustelnik                                       | Cyril Mary                                               | Renault Mégane Maxi                                      |
| 47e                         | 2002  | Benoît Rousselot                                         | Gilles Mondésir                                          | Subaru Impreza WRC                                       |
| 48e                         | 2003  | Alexandre Bengué                                         | Caroline Escudero                                        | Peugeot 206 WRC                                          |
| 49e                         | 2004  | Jérôme Galpin                                            | Éric Bacle                                               | Subaru Impreza WRC                                       |
| 50e                         | 2005  | Jérôme Galpin                                            | Éric Bacle                                               | Peugeot 206 WRC                                          |
| 51e                         | 2006  | Jérôme Galpin                                            | Éric Bacle                                               | Subaru Impreza WRC                                       |
| 52e                         | 2007  | Pierre Roché                                             | Martine Roché                                            | Subaru Impreza                                           |
| 53e                         | 2008  | Stéphane Clair                                           | Christine Clair                                          | Mitsubishi Lancer Evolution IX                           |
| 54e                         | 2009  | Bertrand Pierrat                                         | Aurelia Chevalier                                        | Toyota Corolla WRC                                       |
| 55e                         | 2010  | Jérôme Galpin                                            | Éric Bacle                                               | Peugeot 207 S2000                                        |
| 56e                         | 2011  | Xavier Lemonnier                                         | Thibault Gorczyca                                        | Peugeot 206 WRC                                          |
| 57e                         | 2012  | Xavier Lemonnier                                         | Marie-Laure Peu-Lemonnier                                | Mitsubishi Lancer Evo X R4                               |
| 58e                         | 2013  | Jean-Charles Beaubelique                                 | Julien Vial                                              | Ford Focus WRC                                           |
| Coupe de France des rallyes | 2014  | Bruno Longépé                                            | Marie Corbineau                                          | Peugeot 207 S2000                                        |
| 59e                         | 2015  | Éric Brunson                                             | Cédric Mondon                                            | Ford Fiesta WRC                                          |
| 60e                         | 2016  | Jean-Charles Beaubelique                                 | Julien Vial                                              | Citroën DS3 WRC                                          |
| 61e                         | 2017  | Nicolas Hernandez                                        | Kévin Bronner                                            | Škoda Fabia R5                                           |
|                             | 2018  | Épreuve annulée en raison du mouvement des Gilets jaunes | Épreuve annulée en raison du mouvement des Gilets jaunes | Épreuve annulée en raison du mouvement des Gilets jaunes |